# Svetovno prvenstvo v nogometu 1958
Svetovno prvenstvo v nogometu 1958 je bilo drugič zapored v Evropi. Za gostitelja je bila izbrana Švedska, prvenstvo pa se je začelo 8. in končalo 29. junija 1958. Po razočaranju na domačih tleh, je Brazilcem končno uspelo zmagati. V finalu so s 5:2 premagali domačine. V tej ekipi je prvič zaigral sedemnajstletni Pelé, ki je za finalno zmago prispeval dva gola.

## Sistem tekmovanja
Tudi na tem prvenstvu je sodelovalo 16 moštev, ki so bila v predtekmovanju razporejena v 4 skupine. Za razliko od prejšnjega prvenstva pa so morala odigrati vse medsebojne tekme po sistemu »vsak z vsakim«. V četrtfinale sta iz vsake skupine napredovali prvi dve ekipi. Ker razlike v golih niso upoštevali, sta morali moštvi v primeru delitve drugega mesta odigrati dodatno tekmo. To se je zgodilo v kar treh izmed štirih skupin.

## Razočarani Britanci
Prvenstvo na Švedskem je bilo drugo na katerem je nastopila Anglija in prvo na katerem so sodelovala vsa britanska moštva. Angleži niso nastopili na prvih štirih prvenstvih, v prepričanju da je tekmovanje na precej prenizkem nivoju, da bi sodelovali tudi oni. Podcenjevanje se jim je maščevalo že v Švici, ko so izpadli v četrtfinalu proti Urugvaju, na Švedskem pa niso prišli niti do tam. V skupini D so zasedli tretje mesto za Brazilijo in ZSSR, proti kateri so izgubili odločilno tekmo. Najdlje, do četrtfinala, sta prišla Wales in Severna Irska.

## Prvi TV prenosi in prve nogometne legende
Prvič v zgodovini so bili omogočeni televizijski prenosi tudi za tujino. Tako so lahko gledalci po celem svetu spremljali največje mojstre nogometa, kar je botrovalo tudi nastanku prvih nogometnih legend. Nesporni junak prvenstva je gotovo Francoz Just Fontaine, ki je na šestih tekmah zadel 13 golov in postavil absolutni rekord enega samega prvenstva. Dejstvo, da Fontaineu noben nogometaš ni prišel niti blizu, daje misliti, da je njegov dosežek nedosegljiv. Posebnost prvenstva je bil tudi že omenjeni Pelé, ki je z nastopom na tem prvenstvu začel svojo mednarodno kariero, v kateri je nastopil na 4 svetovnih prvenstvih, odigral 17 tekem, osvojil 3 naslove prvaka in zadel 12 golov.

## Prizorišča
| Mesto       | Stadion         | Kapaciteta | Odprtje |
| Stockholm   | Råsunda Stadium | 50.000     | 1937    |
| Gothenburg  | Ullevi          | 50.000     | 1958    |
| Malmö       | Malmö Stadion   | 30.000     | 1958    |
| Eskilstuna  | Tunavallen      | 20.000     | 1924    |
| Norrköping  | Idrottsparken   | 20.000     | 1904    |
| Sandviken   | Jernvallen      | 20.000     | 1938    |
| Helsingborg | Olympia         | 16.000     | 1898    |
| Borås       | Ryavallen       | 15.000     | 1941    |
| Halmstad    | Örjans Vall     | 15.000     | 1922    |
| Örebro      | Eyravallen      | 13.000     | 1923    |
| Uddevalla   | Rimnersvallen   | 12.000     | 1921    |
| Västerås    | Arosvallen      | 10.000     | 1932    |

## Rezultati

### Predtekmovanje

#### 1. skupina
| Reprezentanca   | OT | Z | N | P | DG | PG | GR   | TOČ |
| --------------- | -- | - | - | - | -- | -- | ---- | --- |
| Zahodna Nemčija | 3  | 1 | 2 | 0 | 7  | 5  | 1,40 | 4   |
| Severna Irska   | 3  | 1 | 1 | 1 | 4  | 5  | 0,80 | 3   |
| Češkoslovaška   | 3  | 1 | 1 | 1 | 8  | 4  | 2,00 | 3   |
| Argentina       | 3  | 1 | 0 | 2 | 5  | 10 | 0,50 | 2   |

| 8. junij 1958 19:00 | Zahodna Nemčija          | 3 – 1      | Argentina   | Stadion: Malmö Stadion, Malmö Gledalcev: 31.156 Sodnik: Leafe |
| 8. junij 1958 19:00 | Rahn 32', 79' Seeler 42' | (Poročilo) | Corbatta 3' | Stadion: Malmö Stadion, Malmö Gledalcev: 31.156 Sodnik: Leafe |

| 8. junij 1958 19:00 | Severna Irska | 1 – 0      | Češkoslovaška | Stadion: Örjans Vall, Halmstad Gledalcev: 10.647 Sodnik: Seipelt |
| 8. junij 1958 19:00 | Cush 21'      | (Poročilo) |               | Stadion: Örjans Vall, Halmstad Gledalcev: 10.647 Sodnik: Seipelt |

| 11. junij 1958 19:00 | Argentina                                 | 3 – 1      | Severna Irska | Stadion: Örjans Vall, Halmstad Gledalcev: 14.174 Sodnik: Ahlner |
| 11. junij 1958 19:00 | Corbatta 37' (pen.) Menéndez 56' Avio 60' | (Poročilo) | McParland 4'  | Stadion: Örjans Vall, Halmstad Gledalcev: 14.174 Sodnik: Ahlner |

| 11. junij 1958 19:00 | Zahodna Nemčija      | 2 – 2      | Češkoslovaška               | Stadion: Olympiastadion, Helsingborg Gledalcev: 25.000 Sodnik: Ellis |
| 11. junij 1958 19:00 | Schäfer 60' Rahn 71' | (Poročilo) | Dvořák 24' (pen.) Zikán 42' | Stadion: Olympiastadion, Helsingborg Gledalcev: 25.000 Sodnik: Ellis |

| 15. junij 1958 19:00 | Zahodna Nemčija     | 2 – 2      | Severna Irska      | Stadion: Malmö Stadion, Malmö Gledalcev: 21.990 Sodnik: Campos |
| 15. junij 1958 19:00 | Rahn 20' Seeler 78' | (Poročilo) | McParland 18', 60' | Stadion: Malmö Stadion, Malmö Gledalcev: 21.990 Sodnik: Campos |

| 15. junij 1958 19:00 | Češkoslovaška                                          | 6 – 1      | Argentina           | Stadion: Olympiastadion, Helsingborg Gledalcev: 16.418 Sodnik: Ellis |
| 15. junij 1958 19:00 | Dvořák 8' Zikán 17', 39' Feureisl 68' Hovorka 81', 89' | (Poročilo) | Corbatta 64' (pen.) | Stadion: Olympiastadion, Helsingborg Gledalcev: 16.418 Sodnik: Ellis |

##### Uvrstitvena tekma
| 17. junij 1958 19:00 | Severna Irska      | 2 – 1      | Češkoslovaška | Stadion: Malmö Stadion, Malmö Gledalcev: 6.196 Sodnik: Guigue |
| 17. junij 1958 19:00 | McParland 44', 97' | (Poročilo) | Zikán 18'     | Stadion: Malmö Stadion, Malmö Gledalcev: 6.196 Sodnik: Guigue |

#### 2. skupina
| Reprezentanca | OT | Z | N | P | DG | PG | GR   | TOČ |
| ------------- | -- | - | - | - | -- | -- | ---- | --- |
| Francija      | 3  | 2 | 0 | 1 | 11 | 7  | 1,57 | 4   |
| Jugoslavija   | 3  | 1 | 2 | 0 | 7  | 6  | 1,17 | 4   |
| Paragvaj      | 3  | 1 | 1 | 1 | 9  | 12 | 0,75 | 3   |
| Škotska       | 3  | 0 | 1 | 2 | 4  | 6  | 0,67 | 1   |

| 8. junij 1958 19:00 | Francija                                                               | 7 – 3      | Paragvaj                            | Stadion: Idrottsparken, Norrköping Gledalcev: 16.500 Sodnik: Gardeazabal |
| 8. junij 1958 19:00 | Fontaine 24', 30', 67' Piantoni 52' Wisnieski 61' Kopa 70' Vincent 83' | (Poročilo) | Amarilla 20', 44' (pen.) Romero 50' | Stadion: Idrottsparken, Norrköping Gledalcev: 16.500 Sodnik: Gardeazabal |

| 8. junij 1958 19:00 | Jugoslavija  | 1 – 1      | Škotska    | Stadion: Arosvallen, Västerås Gledalcev: 9.500 Sodnik: Wyssling |
| 8. junij 1958 19:00 | Petaković 6' | (Poročilo) | Murray 49' | Stadion: Arosvallen, Västerås Gledalcev: 9.500 Sodnik: Wyssling |

| 11. junij 1958 19:00 | Jugoslavija                        | 3 – 2      | Francija         | Stadion: Arosvallen, Västerås Gledalcev: 12.000 Sodnik: Benjamin Griffiths |
| 11. junij 1958 19:00 | Petaković 16' Veselinović 63', 88' | (Poročilo) | Fontaine 4', 85' | Stadion: Arosvallen, Västerås Gledalcev: 12.000 Sodnik: Benjamin Griffiths |

| 11. junij 1958 19:00 | Paragvaj                    | 3 – 2      | Škotska               | Stadion: Idrottsparken, Norrköping Gledalcev: 12.000 Sodnik: Orlandini |
| 11. junij 1958 19:00 | Agüero 4' Ré 45' Parodi 73' | (Poročilo) | Mudie 24' Collins 74' | Stadion: Idrottsparken, Norrköping Gledalcev: 12.000 Sodnik: Orlandini |

| 15. junij 1958 19:00 | Francija              | 2 – 1      | Škotska   | Stadion: Eyravallen, Örebro Gledalcev: 13.500 Sodnik: Brozzi |
| 15. junij 1958 19:00 | Kopa 22' Fontaine 44' | (Poročilo) | Baird 58' | Stadion: Eyravallen, Örebro Gledalcev: 13.500 Sodnik: Brozzi |

| 15. junij 1958 19:00 | Paragvaj                         | 3 – 3      | Jugoslavija                               | Stadion: Tunavallen, Eskilstuna Gledalcev: 12.000 Sodnik: Macko |
| 15. junij 1958 19:00 | Parodi 20' Agüero 52' Romero 80' | (Poročilo) | Ognjanović 18' Veselinović 21' Rajkov 73' | Stadion: Tunavallen, Eskilstuna Gledalcev: 12.000 Sodnik: Macko |

#### 3. skupina
| Reprezentanca | OT | Z | N | P | DG | PG | GR   | TOČ |
| ------------- | -- | - | - | - | -- | -- | ---- | --- |
| Švedska       | 3  | 2 | 1 | 0 | 5  | 1  | 5,00 | 5   |
| Wales         | 3  | 0 | 3 | 0 | 2  | 2  | 1,00 | 3   |
| Madžarska     | 3  | 1 | 1 | 1 | 6  | 3  | 2,00 | 3   |
| Mehika        | 3  | 0 | 1 | 2 | 1  | 8  | 0,13 | 1   |

| 8. junij 1958 14:00 | Švedska                                | 3 – 0      | Mehika | Stadion: Råsunda Stadium, Solna Gledalcev: 45.000 Sodnik: Latičev |
| 8. junij 1958 14:00 | Simonsson 17', 64' Liedholm 57' (pen.) | (Poročilo) |        | Stadion: Råsunda Stadium, Solna Gledalcev: 45.000 Sodnik: Latičev |

| 8. junij 1958 19:00 | Madžarska | 1 – 1      | Wales          | Stadion: Jernvallen, Sandviken Gledalcev: 20.000 Sodnik: Codesal |
| 8. junij 1958 19:00 | Bozsik 5' | (Poročilo) | J. Charles 27' | Stadion: Jernvallen, Sandviken Gledalcev: 20.000 Sodnik: Codesal |

| 11. junij 1958 19:00 | Mehika       | 1 – 1      | Wales            | Stadion: Råsunda Stadium, Solna Gledalcev: 25.000 Sodnik: Lemesić |
| 11. junij 1958 19:00 | Belmonte 89' | (Poročilo) | I. Allchurch 32' | Stadion: Råsunda Stadium, Solna Gledalcev: 25.000 Sodnik: Lemesić |

| 12. junij 1958 19:00 | Švedska         | 2 – 1      | Madžarska | Stadion: Råsunda Stadium, Solna Gledalcev: 40.000 Sodnik: Mowat |
| 12. junij 1958 19:00 | Hamrin 34', 55' | (Poročilo) | Tichy 77' | Stadion: Råsunda Stadium, Solna Gledalcev: 40.000 Sodnik: Mowat |

| 15. junij 1958 14:00 | Švedska    | 0 – 0 | Wales | Stadion: Råsunda Stadium, Solna Gledalcev: 35.000 Sodnik: Van Nuffel) |
| 15. junij 1958 14:00 | (Poročilo) |       |       | Stadion: Råsunda Stadium, Solna Gledalcev: 35.000 Sodnik: Van Nuffel) |

| 15. junij 1958 19:00 | Madžarska                              | 4 – 0      | Mehika | Stadion: Jernvallen, Sandviken Gledalcev: 13.300 Sodnik: Eriksson |
| 15. junij 1958 19:00 | Tichy 19', 46' Sándor 54' Bencsics 69' | (Poročilo) |        | Stadion: Jernvallen, Sandviken Gledalcev: 13.300 Sodnik: Eriksson |

##### Uvrstitvena tekma
| 17. junij 1958 19:00 | Wales                       | 2 – 1      | Madžarska | Stadion: Råsunda Stadium, Solna Gledalcev: 20.000 Sodnik: Latičev |
| 17. junij 1958 19:00 | I. Allchurch 55' Medwin 76' | (Poročilo) | Tichy 33' | Stadion: Råsunda Stadium, Solna Gledalcev: 20.000 Sodnik: Latičev |

#### 4. skupina
| Reprezentanca   | OT | Z | N | P | DG | PG | GR   | TOČ |
| --------------- | -- | - | - | - | -- | -- | ---- | --- |
| Brazilija       | 3  | 2 | 1 | 0 | 5  | 0  | ∞    | 5   |
| Sovjetska zveza | 3  | 1 | 1 | 1 | 4  | 4  | 1,00 | 3   |
| Anglija         | 3  | 0 | 3 | 0 | 4  | 4  | 1,00 | 3   |
| Avstrija        | 3  | 0 | 1 | 2 | 2  | 7  | 0,29 | 1   |

| 8. junij 1958 19:00 | Brazilija                          | 3 – 0      | Avstrija | Stadion: Rimnersvallen, Uddevalla Gledalcev: 17.778 Sodnik: Guigue |
| 8. junij 1958 19:00 | Mazzola 37', 85' Nílton Santos 50' | (Poročilo) |          | Stadion: Rimnersvallen, Uddevalla Gledalcev: 17.778 Sodnik: Guigue |

| 8. junij 1958 19:00 | Sovjetska zveza            | 2 – 2      | Anglija                     | Stadion: Ullevi, Gothenburg Gledalcev: 49.348 Sodnik: Zsolt |
| 8. junij 1958 19:00 | Simonjan 13' A. Ivanov 56' | (Poročilo) | Kevan 66' Finney 85' (pen.) | Stadion: Ullevi, Gothenburg Gledalcev: 49.348 Sodnik: Zsolt |

| 11. junij 1958 19:00 | Brazilija  | 0 – 0 | Anglija | Stadion: Ullevi, Gothenburg Gledalcev: 40.895 Sodnik: Dusch |
| 11. junij 1958 19:00 | (Poročilo) |       |         | Stadion: Ullevi, Gothenburg Gledalcev: 40.895 Sodnik: Dusch |

| 11. junij 1958 19:00 | Sovjetska zveza         | 2 – 0      | Avstrija | Stadion: Ryavallen, Borås Gledalcev: 21.239 Sodnik: Jorgensen |
| 11. junij 1958 19:00 | Iljin 15' V. Ivanov 62' | (Poročilo) |          | Stadion: Ryavallen, Borås Gledalcev: 21.239 Sodnik: Jorgensen |

| 15. junij 1958 19:00 | Anglija              | 2 – 2      | Avstrija              | Stadion: Ryavallen, Borås Gledalcev: 15.872 Sodnik: Bronkhorst |
| 15. junij 1958 19:00 | Haynes 56' Kevan 74' | (Poročilo) | Koller 15' Körner 71' | Stadion: Ryavallen, Borås Gledalcev: 15.872 Sodnik: Bronkhorst |

| 15. junij 1958 19:00 | Brazilija    | 2 – 0      | Sovjetska zveza | Stadion: Ullevi, Gothenburg Gledalcev: 50.928 Sodnik: Guigue |
| 15. junij 1958 19:00 | Vavá 3', 77' | (Poročilo) |                 | Stadion: Ullevi, Gothenburg Gledalcev: 50.928 Sodnik: Guigue |

##### Uvrstitvena tekma
| 17. junij 1958 19:00 | Sovjetska zveza | 1 – 0      | Anglija | Stadion: Ullevi, Gothenburg Gledalcev: 23.182 Sodnik: Dusch |
| 17. junij 1958 19:00 | Iljin 69'       | (Poročilo) |         | Stadion: Ullevi, Gothenburg Gledalcev: 23.182 Sodnik: Dusch |

### Zaključni del
|  | Četrtfinale            | Četrtfinale     | Četrtfinale       |                        |                 | Polfinale       | Polfinale       | Polfinale    |              |  | Finale                 | Finale | Finale |
|  |                        |                 |                   |                        |                 |                 |                 |              |              |  |                        |        |        |
|  | 19. junij – Malmö      |                 |                   |                        |                 |                 |                 |              |              |  |                        |        |        |
|  |                        |                 |                   |                        |                 |                 |                 |              |              |  |                        |        |        |
|  | Zahodna Nemčija        | Zahodna Nemčija | 1                 |                        |                 |                 |                 |              |              |  |                        |        |        |
|  | Zahodna Nemčija        | Zahodna Nemčija | 1                 | 24. junij - Gothenburg |                 |                 |                 |              |              |  |                        |        |        |
|  | Jugoslavija            | Jugoslavija     | 0                 |                        |                 |                 |                 |              |              |  |                        |        |        |
|  | Jugoslavija            | Jugoslavija     | 0                 | Zahodna Nemčija        | Zahodna Nemčija | 1               |                 |              |              |  |                        |        |        |
|  | 19. junij - Solna      |                 |                   | Zahodna Nemčija        | Zahodna Nemčija | 1               |                 |              |              |  |                        |        |        |
|  |                        | Švedska         | Švedska           | 3                      |                 |                 |                 |              |              |  |                        |        |        |
|  | Švedska                | Švedska         | Švedska           | 3                      | 2               |                 |                 |              |              |  |                        |        |        |
|  | Švedska                | Švedska         |                   | 29. junij – Solna      | 2               |                 |                 |              |              |  |                        |        |        |
|  | Sovjetska zveza        | Sovjetska zveza | 0                 |                        |                 |                 |                 |              |              |  |                        |        |        |
|  | Sovjetska zveza        | Sovjetska zveza | 0                 | Švedska                | Švedska         | 2               |                 |              |              |  |                        |        |        |
|  | 19. junij - Norrköping |                 |                   | Švedska                | Švedska         | 2               |                 |              |              |  |                        |        |        |
|  |                        | Brazilija       | Brazilija         | 5                      |                 |                 |                 |              |              |  |                        |        |        |
|  | Francija               | Francija        | Brazilija         | 5                      | 4               |                 |                 |              |              |  |                        |        |        |
|  | Francija               | Francija        | 24. junij – Solna |                        | 4               |                 |                 |              |              |  |                        |        |        |
|  | Severna Irska          | Severna Irska   | 0                 |                        |                 |                 |                 |              |              |  |                        |        |        |
|  | Severna Irska          | Severna Irska   | 0                 | Francija               | Francija        | 2               | Tretje mesto    | Tretje mesto | Tretje mesto |  |                        |        |        |
|  | 19. junij - Gothenburg |                 |                   | Francija               | Francija        | 2               | Tretje mesto    | Tretje mesto | Tretje mesto |  |                        |        |        |
|  |                        | Brazilija       | Brazilija         | 5                      |                 |                 |                 |              |              |  |                        |        |        |
|  | Brazilija              | Brazilija       | Brazilija         | 5                      | 1               | Zahodna Nemčija | Zahodna Nemčija | 3            |              |  |                        |        |        |
|  | Brazilija              | Brazilija       |                   |                        |                 | Zahodna Nemčija | Zahodna Nemčija | 3            |              |  |                        |        |        |
|  | Wales                  | Wales           | 0                 |                        | Francija        | Francija        | 6               |              |              |  |                        |        |        |
|  | Wales                  | Wales           | 0                 |                        |                 |                 | 6               |              |              |  |                        |        |        |
|  |                        |                 |                   |                        |                 |                 |                 |              |              |  | 28. junij - Gothenburg |        |        |
|  |                        |                 |                   |                        |                 |                 |                 |              |              |  |                        |        |        |

#### Četrtfinale
| 19. junij 1958 19:00 | Francija                                     | 4 – 0      | Severna Irska | Stadion: Idrottsparken, Norrköping Gledalcev: 12.000 Sodnik: Gardeazabal |
| 19. junij 1958 19:00 | Wisnieski 22' Fontaine 55', 63' Piantoni 68' | (Poročilo) |               | Stadion: Idrottsparken, Norrköping Gledalcev: 12.000 Sodnik: Gardeazabal |

| 19. junij 1958 19:00 | Švedska                  | 2 – 0      | Sovjetska zveza | Stadion: Råsunda Stadium, Solna Gledalcev: 45.000 Sodnik: Leafe |
| 19. junij 1958 19:00 | Hamrin 49' Simonsson 88' | (Poročilo) |                 | Stadion: Råsunda Stadium, Solna Gledalcev: 45.000 Sodnik: Leafe |

| 19. junij 1958 19:00 | Brazilija | 1 – 0      | Wales | Stadion: Ullevi, Gothenburg Gledalcev: 25.000 Sodnik: Seipelt |
| 19. junij 1958 19:00 | Pelé 66'  | (Poročilo) |       | Stadion: Ullevi, Gothenburg Gledalcev: 25.000 Sodnik: Seipelt |

| 19. junij 1958 19:00 | Zahodna Nemčija | 1 – 0      | Jugoslavija | Stadion: Malmö Stadion, Malmö Gledalcev: 20.000 Sodnik: Wyssling |
| 19. junij 1958 19:00 | Rahn 12'        | (Poročilo) |             | Stadion: Malmö Stadion, Malmö Gledalcev: 20.000 Sodnik: Wyssling |

#### Polinale
| 24. junij 1958 19:00 | Francija                 | 2 – 5      | Brazilija                           | Stadion: Råsunda Stadium, Solna Gledalcev: 27.000 Sodnik: Benjamin Griffiths |
| 24. junij 1958 19:00 | Fontaine 9' Piantoni 83' | (Poročilo) | Vavá 2' Didi 39' Pelé 52', 64', 75' | Stadion: Råsunda Stadium, Solna Gledalcev: 27.000 Sodnik: Benjamin Griffiths |

| 24. junij 1958 19:00 | Zahodna Nemčija | 1 – 3      | Švedska                          | Stadion: Ullevi, Gothenburg Gledalcev: 50.000 Sodnik: Zsolt |
| 24. junij 1958 19:00 | Schäfer 24'     | (Poročilo) | Skoglund 32' Gren 81' Hamrin 88' | Stadion: Ullevi, Gothenburg Gledalcev: 50.000 Sodnik: Zsolt |

#### Za tretje mesto
| 28. junij 1958 17:00 | Zahodna Nemčija                      | 3 – 6      | Francija                                              | Stadion: Ullevi, Gothenburg Gledalcev: 25.000 Sodnik: Brozzi |
| 28. junij 1958 17:00 | Cieslarczyk 18' Rahn 52' Schäfer 84' | (Poročilo) | Fontaine 16', 36', 78', 89' Kopa 27' (pen.) Douis 50' | Stadion: Ullevi, Gothenburg Gledalcev: 25.000 Sodnik: Brozzi |

#### Finale
| 29. junij 1958 15:00 | Švedska                   | 2 – 5      | Brazilija                              | Stadion: Råsunda Stadium, Solna Gledalcev: 51.800 Sodnik: Maurice Guigue |
| 29. junij 1958 15:00 | Liedholm 4' Simonsson 80' | (Poročilo) | Vavá 9', 32' Pelé 55', 90' Zagallo 68' | Stadion: Råsunda Stadium, Solna Gledalcev: 51.800 Sodnik: Maurice Guigue |

## Statistika

### Strelci
| 13 golov - Just Fontaine 6 golov - Pelé - Helmut Rahn 5 golov - Vavá - Peter McParland 4 goli - Roger Piantoni - Zdeněk Zikán - Lajos Tichy - Kurt Hamrin - Agne Simonsson 3 goli - Omar Oreste Corbatta - Hans Schäfer - Todor Veselinović | 2 gola - Mazzola - Milan Dvořák - Václav Hovorka - Derek Kevan - Raymond Kopa - Maryan Wisnieski - Uwe Seeler - Juan Agüero - Florencio Amarilla - José Parodi - Jorge Lino Romero - Aleksander Ivanov - Nils Liedholm - Ivor Allchurch - Aleksandar Petaković 1 gol - Ludovico Avio - Norberto Menéndez - Karl Koller - Alfred Körner - Didi - Nílton Santos - Mário Zagallo - Jiří Feureisl | - Tom Finney - Johnny Haynes - Yvon Douis - Jean Vincent - Hans Cieslarczyk - József Bencsics - József Bozsik - Károly Sándor - Jaime Belmonte - Wilbur Cush - Cayetano Ré - Sammy Baird - Bobby Collins - Jackie Mudie - Jimmy Murray - Anatolij Iljin - Valentin Ivanov - Nikita Simonjan - Gunnar Gren - Lennart Skoglund - John Charles - Terry Medwin - Radivoje Ognjanović - Zdravko Rajkov |